# 黎遵训
黎遵訓（1511年—？），字孝若，號漢門，湖廣承天府京山縣軍籍，明朝政治人物。

## 生平
嘉靖七年（1528年）戊子科湖广乡试第八十二名舉人，嘉靖二十六年（1547年）丁未科進士，通政司觀政，授南京戶部主事，歷升员外郎、郎中，嘉靖三十五年（1556年），出任松江府知府。调雲南府知府，卒於官。

## 家族
曾祖黎瓚，祖黎永孝，父黎僉，前母楊氏；母王氏（贈安人）。